# Alunit
Alunit, auch Alaunstein, Alaunspat, Lœvigit oder Lœwigit, ist ein eher selten vorkommendes Mineral aus der Mineralklasse der Sulfate (einschließlich Selenate, Tellurate, Chromate, Molybdate und Wolframate), genauer ein basisches, wasserfreies Kalium-Aluminium-Sulfat. Es kristallisiert im trigonalen Kristallsystem mit der chemischen Zusammensetzung KAl3[(OH)6|(SO4)2]. Alunit entwickelt entweder abgeflachte, würfelförmige, rhomboedrische Kristalle oder poröse, körnige Aggregate von weißgelber bis rötlicher Farbe.

## Etymologie und Geschichte
Alunit, abgeleitet von Alaun (von lateinisch alumen), wurde erstmals im 15. Jahrhundert in Tolfa in der Nähe von Rom für die Alaun-Herstellung unter der Kontrolle der Päpste abgebaut. 1707 wurde es von Jean-Claude Delamétherie als Aluminilit beschrieben, was dann 1824 von François Sulpice Beudant zu Alunit verkürzt wurde. Albrecht Dürer stellte einen Alunit-Kristall auf seinem Kupferstich Melencolia I (1514) dar.

## Klassifikation
Bereits in der mittlerweile veralteten, aber noch gebräuchlichen 8. Auflage der Mineralsystematik nach Strunz gehörte der Alunit zur Mineralklasse der „Sulfate (und Verwandte)“ und dort zur Abteilung der „Wasserfreien Sulfate, mit fremden Anionen“, wo er als Namensgeber die „Alunit-Gruppe“ mit der System-Nr. VI/B.11 und den weiteren Mitgliedern Ammonioalunit, Ammoniojarosit, Argentojarosit, Beaverit, Dorallcharit, Huangit, Hydroniumjarosit, Jarosit, Krivovichevit, Minamiit, Natroalunit, Natrojarosit, Osarizawait, Plumbojarosit und Walthierit bildete.
Die seit 2001 gültige und von der International Mineralogical Association (IMA) verwendete 9. Auflage der Strunz’schen Mineralsystematik ordnet den Alunit ebenfalls in die Abteilung der „Sulfate (Selenate usw.) mit zusätzlichen Anionen, ohne H2O“ ein. Diese ist allerdings weiter unterteilt nach der relativen Größe der beteiligten Kationen, so dass das Mineral entsprechend seiner Zusammensetzung in der Unterabteilung „Mit mittelgroßen und großen Kationen“ zu finden ist, wo es ebenfalls namensgebend die „Alunit-Gruppe“ mit der System-Nr. 7.BC.10 und den weiteren Mitgliedern Ammonioalunit, Ammoniojarosit, Argentojarosit, Beaverit, Dorallcharit, Huangit, Hydroniumjarosit, Jarosit, Minamiit, Natroalunit, Natrojarosit, Osarizawait, Plumbojarosit, Schlossmacherit und Walthierit bildet.
Auch die vorwiegend im englischen Sprachraum gebräuchliche Systematik der Minerale nach Dana ordnet den in die Klasse der „Sulfate, Chromate und Molybdate“ und dort in die Abteilung der „Wasserfreien Sulfate mit Hydroxyl oder Halogen“ ein. Hier ist er in der „Alunitgruppe (Alunit-Untergruppe)“ mit der System-Nr. 30.02.04 innerhalb der Unterabteilung „Wasserfreie Sulfate mit Hydroxyl oder Halogen mit (AB)2XO4Zq“ zu finden.

## Kristallstruktur
Alunit kristallisiert im trigonalen Kristallsystem in der Raumgruppe R3m (Raumgruppen-Nr. 166) mit den Gitterparametern a = 6,9741 Å und c = 17,190 Å sowie vier Formeleinheiten pro Elementarzelle.

## Eigenschaften
Alunit ist ein pyroelektrischer und piezoelektrischer Kristall.
Unter UV-Licht zeigen manche Alunite eine rote Fluoreszenz, unter langwelligem UV-Licht wurde auch eine gelblichweiße Fluoreszenz beobachtet.

## Bildung und Fundorte

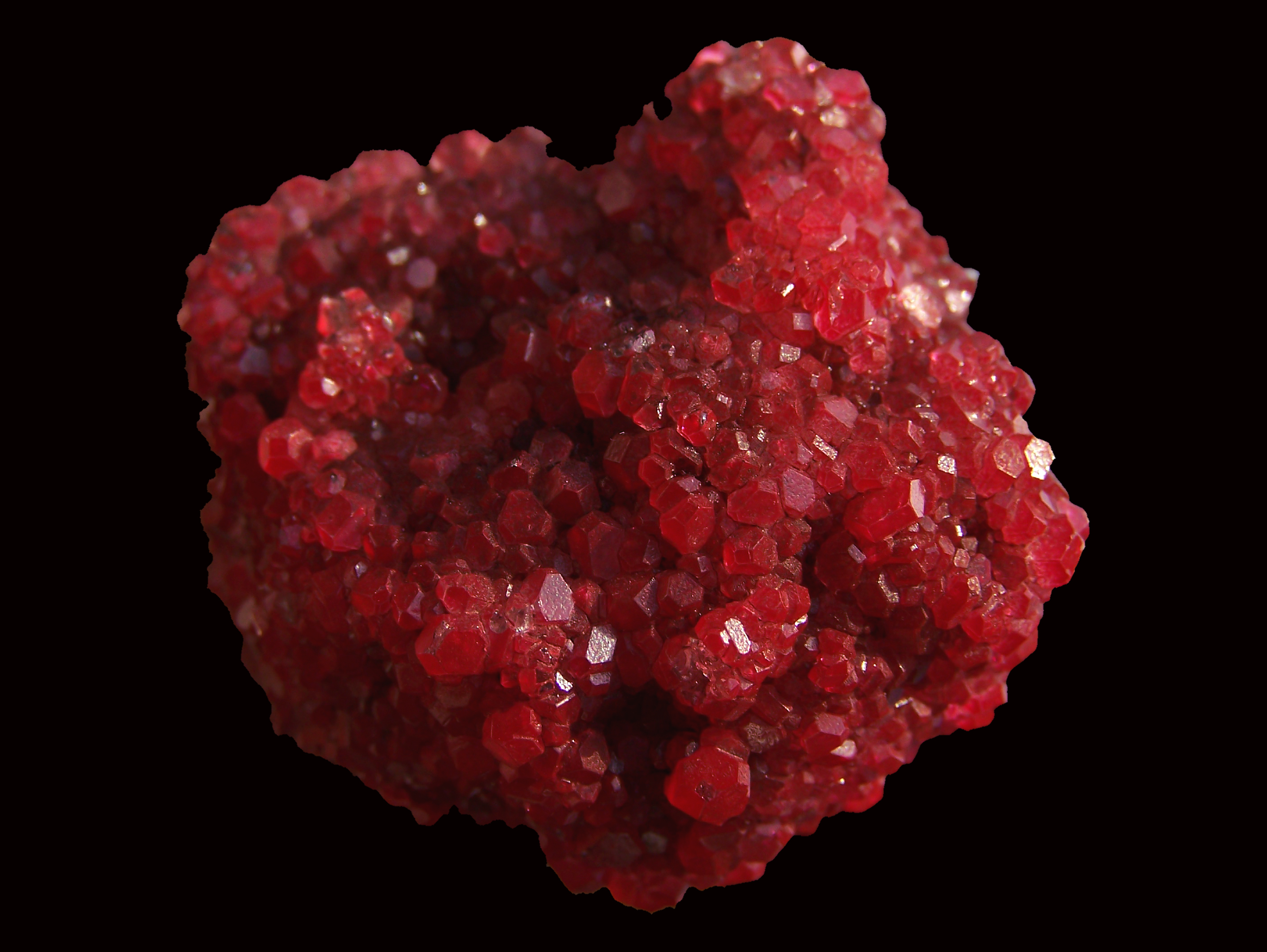
Alunit – rotes, vielkristallines Mineral-Aggregat

Alunit kommt als verwitterter, kieselhaltiger Tonschiefer vor. Selten findet man gut ausgebildete Einzelkristalle in Geoden. Alunit kristallisiert in einem hexagonalen System zu trigonalen Pyramiden, die oft zu Vielfach-Kristallen verwachsen. Chemisch ist das Mineral ein basisches Kalium-Aluminium-Sulfat. Steht Natrium an der Stelle des Kalium, spricht man von Natron-Alunit, wird das Aluminium durch Eisen (Fe3+) ersetzt von Jarosit. Letzteres tritt vor allem als Sekundärmineral in Eisensulfat-haltigen Erzen auf. Das Mineral ist unlöslich in Wasser und schwachen Säuren, aber gut löslich in Schwefliger Säure.
Alunit wurde bisher (Stand: 2009) an etwa 700 Fundorten nachgewiesen, so unter anderem in Ägypten, Argentinien, Australien, Bolivien, Brasilien, Bulgarien, Chile, China, Costa Rica, Deutschland, Dominikanische Republik, Ecuador, Eritrea, Fidschi, Frankreich, Griechenland, England, Indien, Indonesien, Iran, Italien, Japan, Jungferninseln, Kanada, Kasachstan, Kirgisistan, Kolumbien, Madagaskar, Marokko, Mazedonien, Mexiko, Mongolei, Myanmar, Neuseeland, Österreich, Papua-Neuguinea, Peru, Philippinen, Polen, Rumänien, Russland, Salomonen, Serbien, Slowakei, Spanien, Südafrika, Südkorea, Taiwan, Tschechien, Türkei, Turkmenistan, Ukraine, Ungarn, USA.

## Verwendung

### Als Rohstoff
Alunit wird heute als Kalium- und Aluminium-Erz abgebaut. Größere Vorkommen befinden sich in der Toskana und in Ungarn sowie in New South Wales, Colorado, Nevada, Utah und in den Red Mountains in Arizona.

### Medizinische Bedeutung
Der Alaunstein wirkt antiseptisch (Krankheitserreger hemmend und abtötend) und adstringierend (zusammenziehend, abdichtend). Er wird als Blutstillstift zum Schließen kleinerer Wunden, die häufig beim Rasieren entstehen, verwendet. Bei der Nassrasur dient er als Aftershave, bei der elektrischen Rasur als Preshave.

### Körperpflege
Alaunstein ist ein wirksames und billiges Deodorant, frei von chemischen Zusätzen (Reizstoffe, Konservierungsmittel) und daher gut verträglich. Leicht angefeuchtet über die Haut geführt, bindet er die den Schweißgeruch erzeugenden Moleküle zuverlässig (siehe auch Deokristall).

### Speläologie (Höhlenforschung)
Alunit ist ein Hilfsmittel bei der Altersbestimmung von Tropfsteinhöhlen, da es sich an den Wänden der sich bildenden Höhle niederschlägt, wenn mit Schwefelsäure versetztes Grundwasser das Kalkgestein durchdringt.

### Schmuckstein
Heute wird Alunit wieder als Schmuckstein verwendet (vorwiegend im Cabochon-Schliff). Im österreichischen Waldviertel gefundener Alunit wird auch als „Bernhardit“ (nach dem Fundort Bernhards) bezeichnet.